# Andrés Villamizar Ardila
Andrés Villamizar Ardila (24 de octubre de 1991, Bucaramanga) es un deportista colombiano que compite en parapente acrobático, bicampeón del mundo (2021 y 2022) en la modalidad de sincronizado, en el Acro World Tour (AWT), la competencia más importante de parapente acrobático en el mundo, organizada por la Federación Aeronáutica Internacional. En el 2019 y 2021, consiguió medalla de bronce, en la modalidad individual, en la AWT.  
Es el primer piloto en la historia en realizar la maniobra Twisted Super Stall to Twisted Inifinity por primera vez, en el 2020. Está considerado como uno de los fundadores de parapente acrobático moderno en Suramérica. 
Actualmente, Andrés lidera la organización Salzburg paragliding, en Austria, donde se desempeña como piloto tandem.

## Distinciones
- Master Acro (Mejor Maniobra, 2018)
- Acro World Tour (Tercer puesto, modalidad individual, 2019)
- Acro World Tour (Tercer puesto, modalidad individual, 2021)
- Acro World Tour (Primer puesto, modalidad Shyncro, 2021)
- Acro World Tour (Primer puesto, modalidad Shyncro, 2022)